# Radoševo
Radoševo (Servisch: Радошево) is een plaats in de Servische gemeente Arilje. De plaats telt 370 inwoners (2002).